# 三井のカーシェアーズ
三井のカーシェアーズ（みついのかーしぇあーず）は、2009年（平成21年）1月22日から三井不動産リアルティが展開しているカーシェアリング事業である。

## 解説

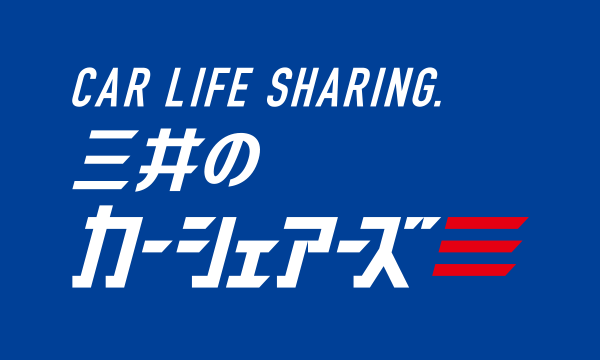
現行サービスロゴ（2024年2月20日から）

開設当初はカレコ・カーシェアリングクラブというブランド名だったが、開設から15年が経過した2024年2月20日に現ブランド名に変更された。
2025年3月末現在の会員数は約60万人で、ステーション数4011、車両台数7229台（69車種）となっている。

## ステーション
ステーションは、三井のリパークのみならず、日本パーキング（NPC）が運営する駐車場、月極駐車場、マンションやビル・商業施設・ホテルや宿泊施設・オフィスビルの駐車場などに設置されている。

### 設置されている都道府県
以下に掲げる計22都道府県に設置されている。
- 北海道地方 - 北海道
- 東北地方 - 宮城県
- 関東地方 - 東京都・埼玉県・神奈川県・千葉県・茨城県「つくば市のみ」
- 中部地方 - 静岡県・愛知県・新潟県・長野県・富山県・石川県
- 近畿地方 - 京都府・大阪府・兵庫県・奈良県
- 中国地方 - 岡山県・広島県
- 九州地方 - 福岡県・熊本県・沖縄県

## 料金
料金体系は、ベーシック・ミドル・ミドルプラス・プレミアム・プレミアムプラスに分かれる。また会員は、無料会員とベーシックプランの2種類がある。
なお、取り扱い車種のうちトヨタ・ランドクルーザー300は、2025年7月31日までは独自の料金体系をとっていたが、同年8月1日以降はプレミアムプラスクラスに移行した。

## 取り扱い車種
国産車・輸入車などを取り扱っている。全車AT仕様であり、車両にはETC車載器やカーナビ、ドライブレコーダー、お掃除キット、Bluetooth、給油・洗車カード、安全運転支援装置（クルーズコントロール・衝突被害軽減ブレーキ）、チャイルドシートが常備されている。また、一部には4WDが設定される。なお、すべて禁煙車である。
車両には新型も含まれる。またハイブリッド車、電気自動車、燃料電池車などの環境に配慮した車のほか、トヨタ車にはGR仕様も設定される。
一部には最高時速200km/h、ないしは200km/h以上での高速走行が可能なものもあるが、規約にて高速走行・サーキット運転は禁止されている。
以下の記載は2025年8月上旬時点のものである。取扱車種のグレードなどについては公式ブログサイトに投稿されている。
ベーシック
- トヨタ・ライズ
- トヨタ・ヤリスクロス
- トヨタ・ヤリス（4代目）
- ダイハツ・ムーヴキャンバス（2代目）
- ホンダ・フリード（初代/2代目）
- ホンダ・フィット（4代目）
- スズキ・ハスラー（2代目）
- 日産・ノートe-POWER
- 三菱・デリカミニ
- スズキ・スペーシア
- スズキ・スイフト
- トヨタ・シエンタ（2代目/3代目）
- マツダ・CX-3（15S）
- スズキ・クロスビー
- ホンダ・N-BOX（2代目）
- トヨタ・アクア（2代目）

ミドル
- 日産・リーフ（2代目）
- トヨタ・RAV4（5代目）
- マツダ・MAZDA3（ファストバック）
- トヨタ・プリウス（5代目、ハイブリッドG）
- スバル・フォレスター（5代目、Advance）
- ホンダ・WR-V（2代目、Z）
- スズキ・ジムニー（4代目）
- マツダ・CX-5（2代目）
- スバル・クロストレック
- 日産・キックス
- トヨタ・カローラクロス
- ホンダ・ヴェゼル[注釈 7]

ミドルプラス
- スバル・レヴォーグ（2代目、GT EX/レイバック）
- マツダ・MAZDA6ワゴン
- トヨタ・ハリアー（4代目）
- フォルクスワーゲン・T-Cross（TSI）
- 日産・セレナ（6代目、XV）
- ホンダ・ZR-V（Z）
- ホンダ・ステップワゴン（6代目、AIR）
- ホンダ・シビック（11代目、LX）
- マツダ・CX-60
- トヨタ・コペン GR SPORT
- 三菱・エクリプスクロス
- トヨタ・ヴォクシー（4代目、S-G）

プレミアム
- マツダ・ロードスター（4代目、S）
- ジープ・レネゲード
- トヨタ・MIRAI（2代目、G）
- トヨタ・bZ4X（G）
- トヨタ・GR86（2代目、SZ）
- トヨタ・ハイエースワゴン（5代目、GL）
- フォルクスワーゲン・ゴルフ8（eTSI）
- トヨタ・アルファード（3代目、S）

プレミアムプラス
- トヨタ・ランドクルーザー250（XV）
- スバル・WRX S4（2代目、G-H EX)
- トヨタ・クラウンスポーツ（SPORT Z）
- トヨタ・クラウンクロスオーバー
- レクサス・NX（2代目、NX250）
- トヨタ・アルファード（4代目、S）
- トヨタ・ランドクルーザー300（GR SPORT）